# Pasteryzator tunelowy
Pasteryzator tunelowy – pasteryzator zbudowany w kształcie tunelu, który podzielony jest na strefy ogrzewające i chłodzące produkt poddawany procesowi pasteryzacji.
Pasteryzowany produkt, uprzednio umieszczony w szczelnym opakowaniu (np. w szklanej butelce, puszce lub opakowaniu PET), jest – zgodnie z zasadą procesu pasteryzacji – najpierw ogrzewany do pożądanej temperatury za pomocą natrysku gorącą wodą (bądź jest w niej zanurzany), a następnie chłodzony na analogicznej zasadzie w strefie chłodzącej.
Wydajność pasteryzatora tunelowego mierzona jest w opakowaniach na godzinę.

## Typy pasteryzatorów tunelowych
Wyróżnia się trzy główne rodzaje pasteryzatorów tunelowych:
- natryskowy – w którym do ogrzewania i chłodzenia opakowań z produktem wykorzystuje się strumienie wody;
- zanurzeniowo-natryskowy – w pasteryzatorze tunelowym tego typu produkt ogrzewa się przez zanurzenie w gorącej wodzie, zaś chłodzenie następuje przez natrysk wodą zimną;
- system kombinacyjny – stanowiący połączenie ww. technik; pasteryzowany produkt jest połowicznie zanurzany w gorącej wodzie, podczas gdy jego druga połowa jest gorącą wodą natryskiwana, zaś chłodzenie następuje na tej samej zasadzie, lecz przy wykorzystaniu wody zimnej.